# Marco di Eca
Marco di Eca, spesso designato con l'epiteto di Confessore (Aeca, 266? – 328?) è stato un vescovo di Aeca o di Lucera; è venerato come santo dalla Chiesa cattolica.

## LaVitabovinese
L'unica fonte agiografica che parli diffusamente del vescovo pugliese è una Vita, scritta fra il tardo XI secolo e i primi decenni del XII da un amanuense a Bovino, città che custodiva, e custodisce, quelle che sono ritenute le spoglie del santo. L'autore anonimo, non ancora trentenne, ammette nell'incipit all'opera la sua inesperienza: questa si riflette infatti nello stile prolisso e poco chiaro che egli adotta nella Vita, nonché nel gran numero di circostanze stereotipate e sicure inaccuratezze vi inserisce.
La Vita si compone di tre capitoli: nel primo vengono narrati gli anni giovanili di Marco, nel secondo quelli in qualità di vescovo, e nell'ultimo i miracoli avvenuti per sua intercessione ai tempi dell'autore. A dire dell'autore stesso, la fonte dei primi due capitoli sarebbe un libellus, inizialmente conservato a Lucera. Dopo che l'imperatore bizantino Costante II, nel 663, distrusse la città nel tentativo di conquistare il Ducato di Benevento, esso sarebbe rimasto fra le rovine per 88 anni, finché fu finalmente nascosto. Nel 994 lo rinvennero poi due Bovinesi, che lo consegnarono alla Cattedrale ove già si trovavano i resti del vescovo. Molti, in realtà, ritengono che tale libellus non sia mai esistito e sia un pretesto per validare quanto veniva detto sulla vita del santo.
Non si conoscono copie manoscritte superstiti della Vita. Nel 1631 il chierico Domenico Pietropaoli scrisse una versione in italiano delle vicende di san Marco, asserendo che l'originale a cui attingeva fosse custodito nel Tesoro della Cattedrale di Bovino. Benché non sia possibile rintracciare tale manoscritto, forse perito con l'umidità entro il XVIII secolo, quasi sicuramente esso fu lo stesso rilevato negli stessi anni da Heribert Rosweyde, e trascritto (con minime integrazioni) negli Acta Sanctorum editi dai Bollandisti.

### Gli anni giovanili
Marco nacque a Aeca, città dell'Apulia che nel 663 sarebbe stata distrutta da Costante II, e sarebbe risorta solo nel 1018 con il nome di Troia. Suo padre, Costantino, era un uomo ricco e osservante, che lo introdusse agli studi delle lettere. Dopo la morte di Costantino, Marco seguì il suo esempio di rettitudine. Giovanni, vescovo di Lucera, lo ordinò sacerdote. Marco divenne presto famoso per la sua devozione, il suo rigore nell'astinenza, la sua generosità verso i bisognosi. Condivideva l'abitazione con due ragazze, che educava alla religione.
Marco attirò così l'invidia di alcuni concittadini, che diressero una lettera al vescovo Giovanni per accusarlo di peccare di gola, praticare arti magiche, e fornicare con le due ragazze: chiedevano a Giovanni di punirlo, perché il suo comportamento avrebbe causato qualche sciagura alla città. Il vescovo, allora, inviò due diaconi, Vincenzo e Aristotele, a convocare Marco. Al loro arrivo, Marco pregò Dio perché lo aiutasse a superare le accuse, dopodiché offrì loro la comunione; ma solo Vincenzo accettò. Si misero quindi in viaggio. Aristotele durante il viaggio si affannò gravemente: allora Marco, vedendo una cerva con i suoi piccoli, le chiese di lasciare che Aristotele bevesse dalle sue mammelle. Miracolosamente, la cerva esaudì la richiesta: dopo che si fu ristorato, Aristotele cadde ai piedi di Marco implorando perdono.
Così, quando arrivarono al cospetto del Vescovo, i due diaconi raccontarono l'accaduto. Giovanni e Marco si diressero a cantare le Lodi mattutine: lì Marco udì i cori degli angeli che salutavano l'arrivo del nuovo giorno, e invitò il vescovo a pregare con lui, finché non li sentì anche lui. Ormai pienamente ricredutosi su Marco, il vescovo gli chiese di trattenersi lì per una settimana.

### Gli anni come vescovo
Poco tempo dopo, Giovanni morì. Sia la popolazione che il clero chiedevano a gran voce che l'incarico di vescovo di Lucera fosse dato a Marco. Egli non si riteneva degno di ciò e tentò la fuga, ma fu presto ritrovato. Fu così eletto a capo della diocesi, e successivamente consacrato da papa Marcellino. In qualità di vescovo, Marco si premurò di continuare nell'astinenza, nella carità e nelle donazioni ai più poveri.
Soprattutto, però, Marco divenne presto famoso per i numerosi prodigi che operava. L'acqua passata attraverso le sue mani dopo le messe aveva poteri taumaturgici; inoltre egli esorcizzò un uomo posseduto e inviato dal demonio a minacciarlo.
Numerose persone, quindi, si rivolgevano a lui. In particolare è narrato che giunse alla sua cella un uomo che aveva sofferto di incessanti dolori alla testa, che lo avevano portato alla cecità; Marco gli ridiede la vista, pregando e imponendogli le mani. In un'altra occasione, mentre camminava per la piazza, una vedova lo implorò di far sì che le fosse restituito il figlioletto, appena morto. Convinto dalle insistenze della donna, Marco andò a casa sua; rimasto solo nella stanza con il corpo del bambino, pregò Dio di ripetere il prodigio della risurrezione già compiuto più volte tramite i profeti e Gesù. Fu esaudito, e poté restituire il bambino alla famiglia.
Colpito da febbre, Marco morì a 62 anni. Al suo decesso fu onorato da una folla di chierici e di popolo, i quali percepirono un odore di santità emanato dal suo corpo. Il giorno della sua deposizione è celebrato il 7 ottobre. Per testamento aveva dichiarato di voler essere sepolto a Bovino: la sua volontà fu rispettata e sul suo corpo fu costruita una chiesa.

### I miracoli al tempo dell'autore
Un forestiero, gravemente invalidato e reso storpio da una malattia, da lungo tempo viveva di elemosine a Bovino, e pregava intensamente Dio e san Marco vescovo affinché fosse guarito. Un giorno un gruppo di ragazzini davanti alla chiesa del santo iniziò a scagliargli contro delle noci; impossibilitato a muoversi, lo storpio cominciò a pregare: all'improvviso fu guarito e poté ergersi in piedi. I chierici e l'allora vescovo Addone, unanimemente, iniziarono ad intonare lodi.
Un parente dell'arciprete bovinese della chiesa di Santa Maria madre di Dio intraprese un viaggio per visitare alcuni familiari; ma, colto da una grande fiacchezza, riuscì a stento a tornare a casa, dove presto rimase interamente paralizzato. Così chiese di essere trasportato alla chiesa di san Marco. Lì i parenti lo nutrivano e, unitamente al vescovo, frequentemente pregavano san Marco di concedere una grazia al sofferente. Questa situazione durò per un anno; il paralitico diceva di vedere, di notte, i santi che cantavano lodi a Dio. Una notte apparve san Marco, si rivolse al paralitico e gli porse la mano. Il paralitico miracolosamente si sollevò per raggiungerla, mentre san Marco spariva; e fu così guarito.
Un calzolaio di Bovino, ricco e poco osservante, un giorno fu posseduto dal demonio che lo costringeva a contorcersi. Gli amici in lacrime lo portarono alla chiesa di San Marco, dove di notte ebbe un attacco particolarmente forte. Essi pregarono fino all'alba. Dopo un giorno di calma, la notte successiva l'uomo fu di nuovo assalito, e diceva di vedere il demonio nella chiesa. La moglie dell'uomo, distrutta, andò a casa e dispose di donare ai poveri le ricchezze del marito. Poi i chierici operarono un esorcismo: gli imposero le mani, lo cosparsero di acqua santa, e invocarono l'intervento di san Marco. Immediatamente l'uomo fu liberato dalla possessione.
Una donna povera aveva avuto un braccio atrofizzato per tre anni, e inutili furono i suoi tentativi di rivolgersi ai dottori. Iniziò, con grande zelo, recarsi a messa regolarmente sia alla chiesa di Santa Maria madre di Dio, sia a quella di san Marco. Un giorno, poco prima delle celebrazioni annuali per il santo vescovo, subito dopo le preghiere dei Vespri, il braccio della donna guarì davanti alla folla.

## Critica storica
Alla critica moderna, i contenuti dei primi due capitoli della Vita sembrano in gran parte un'invenzione dell'autore. La sua opera rispondeva all'esigenza, da parte degli abitanti di Bovino, di sapere chi fosse il san Marco di cui la loro cattedrale custodiva le spoglie. Ed era un espediente comune, all'epoca, quello di fingere di avere a disposizione fonti più antiche per giustificare i racconti delle vite dei santi.
Alcuni elementi nella Vita sono infatti luoghi comuni dell'agiografia medievale, come l'incontro con la cerva e il tentativo di fuga. Altri sono poco degni di credito: il fatto che Marco vivesse sotto lo stesso tetto di due ragazze sembra un comportamento fin troppo incauto; e neanche si può immaginare un motivo per cui Marco debba aver chiesto di essere sepolto a Bovino.
Tuttavia, in documenti più antichi della Vita si trovano alcuni segni della storicità del personaggio, e indizi che fanno sembrare la Vita più un racconto distorto che un'invenzione ingiustificata.
Nel Martirologio geronimiano, più precisamente nel codice Epternacensis redatto nell'Italia meridionale a partire dal V secolo, appaiono di seguito, sotto la data del 5 novembre i due elogi «In Capua Quarti confessoris; In Ecas Marci episcopi». Altri codici dello stesso martirologio presentano questa coppia con apparenti errori di trascrizione, anche mischiando i due elogi insieme.
Un'altra menzione di Marco vescovo è negli atti del martirio dei santi Dodici Fratelli, scritti nell'VIII secolo forse su commissione del duca di Benevento Arechi II che fece traslare i loro corpi nella capitale. Secondo questi atti due di essi, Donato e Felice, furono uccisi il 1º settembre 298 a Sentianum sotto l'imperatore Massimiano:
(riportato in AA.SS., Sept. I, p. 141)
Infine, ancora nel XII secolo, il Chronicon di Romualdo II Guarna di Salerno parla di nuovo di Marco, vescovo di Eca sotto gli imperatori Diocleziano e Massimiano, morto martire (magari durante la persecuzione del 303).
La prima cosa che spicca da questi dati è che, a Benevento e Salerno, Marco era ricordato come vescovo di Eca e non di Lucera, come vorrebbe invece la Vita. Anche il codice Epternacensis sembra suggerire la prima versione. È probabile che l'autore della Vita abbia attribuito il vescovo Marco alla diocesi di Lucera perché riteneva che Aeca dipendesse da quella sede: ai suoi tempi, anche ammesso che Troia fosse stata già fondata ed avesse ereditato la sede vescovile dal precedente insediamento di Aeca, questo era accaduto poco tempo prima. Aeca era stata distrutta nel 663, e durante i secoli che intercorsero fra questo evento e la fondazione di Troia, il territorio della città aveva effettivamente fatto parte della diocesi di Lucera.
Inoltre, potrebbe aver contribuito ad ingenerare confusione il fatto che Lucera ebbe effettivamente un vescovo di nome Marco, nell'VIII secolo. Addirittura, forse in tempi precedenti ebbe davvero qualche altro vescovo originario di Aeca. Comunque è da notare che l'amanuense bovinese non abbia scartato la memoria di un legame fra san Marco e Aeca, che nella sua versione diventò la città natale del vescovo.
Per lungo tempo il san Marco del Geronimiano fu tenuto distinto dal protagonista della Vita: il bollandista Jean Stiltingh nel XVIII secolo, e il suo successore Hippolyte Delehaye, suggerirono che i due personaggi fossero in realtà lo stesso. Tradizionalmente, la figura di san Marco Vescovo di Lucera ebbe molto più successo, sulla spinta dell'opera di Domenico Pietropaoli poi ripresa anche in Italia sacra di Ferdinando Ughelli. Quest'ultimo, fra l'altro, non menziona nessun Marco fra i vescovi di Eca, ma solo un Marciano nel primo VI secolo. Per la verità, in Campania si diffuse anche la tradizione erronea che Marco fu vescovo di Bovino.
Sull'epoca approssimativa in cui visse Marco vescovo, le fonti sembrano concordi. Egli sarebbe stato vescovo mentre erano imperatori Diocleziano e Massimiano (296-305) e, secondo la Vita, sarebbe stato consacrato da papa Marcellino (che occupò il seggio negli anni 296-304). Da altre fonti, in effetti, si sa che Marcellino consacrò 5 vescovi di vari luoghi. Se, poco più di un secolo dopo, san Marco era già tanto venerato da esser menzionato nel Geronimiano, significa che fu effettivamente martirizzato sotto questi imperatori, oppure visse abbastanza a lungo da guadagnarsi una fama di santo già durante i suoi anni da vescovo. Ughelli propose che fosse stato consacrato vescovo nell'anno 302 e fosse morto nel 328, ma non esplicitò in che modo eseguì i suoi calcoli.
Non è chiaro quanto sia lecito attribuire a san Marco di Eca il titolo di Confessore: questo è indicato nella Vita, ma nel Geronimiano viene usato per san Quarto di Capua, il cui elogio è contiguo a quello di Marco; e ciò potrebbe esser stato causa di fraintendimenti. Da notare inoltre che il Geronimiano riporta tali elogi per il 5 novembre: sotto il 7 ottobre, data che nella Vita è indicata come quella della deposizione di Marco ed è ancora oggi il giorno in cui lo si celebra a Bovino, il Geronimiano riporta la deposizione di san Marco papa: è probabile che con il tempo questa data, dedicata a un santo più celebre e anch'egli vescovo, sia stata ritenuta anche il dies natalis del vescovo di Aeca.
È stato suggerito che il vescovo Marco che partecipò al concilio di Arles nel 314 e a quello di Nicea del 325 sia quello di Eca, ma senza un reale fondamento.

## Reliquie e culto
L'unico luogo in cui è praticato ancora oggi un sentito culto di san Marco di Eca è Bovino, ma in passato era viva anche una tradizione che voleva le spoglie del vescovo pugliese a Benevento. Inoltre, è probabile che questa figura sia da identificarsi con antichi vescovi omonimi che furono venerati a Frigento, Napoli, Atina.

### A Bovino

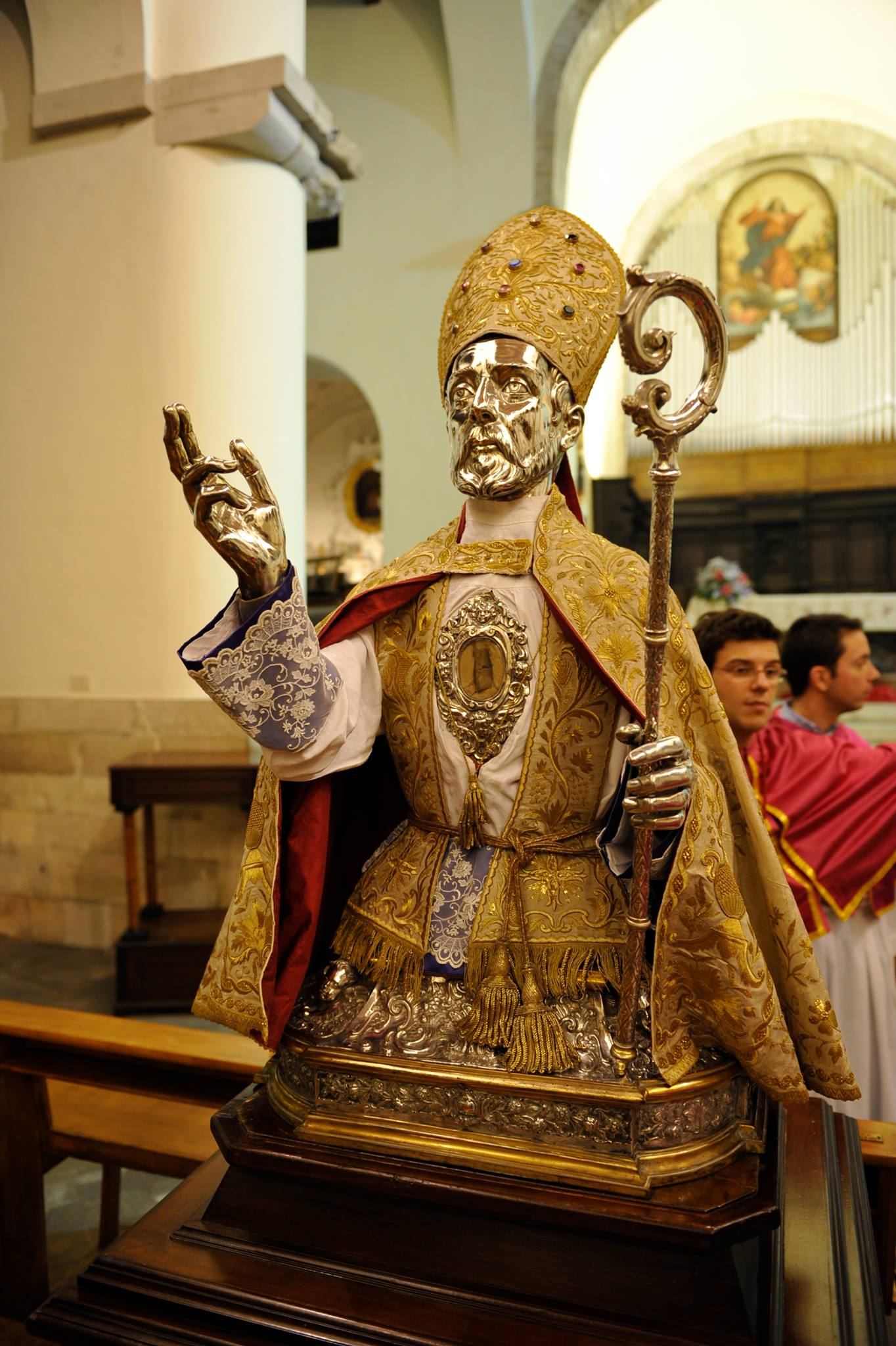
Busto reliquiario in legno e argento, tenuto nel duomo di Bovino. L'opera di bottega napoletana, risalente alla metà del XVII secolo, fu commissionata da Inigo Giovanni Guevara. Sul petto è incastrata la teca con le reliquie.

La Vita vorrebbe che Marco sia stato sepolto direttamente a Bovino, ma altre fonti inducono a pensare diversamente. In almeno tre documenti troiani del XI secolo viene menzionata, o suggerita, l'esistenza di una chiesa dedicata a San Marco, ancora distinguibile fra i resti della vecchia Aeca. In particolare ne parla il racconto del rinvenimento delle spoglie di san Secondino, successore di Marco a capo della diocesi di Eca fra il V e il VI secolo: esse sarebbero state ritrovate in una zona sepolcrale attorno a tale chiesa. Ciò fa pensare che l'edificio fosse una cappella cimiteriale, che conteneva le spoglie di san Marco vescovo; e magari era usato anche come sede episcopale. A costruirlo potrebbe essere stato proprio Secondino, perché un'epigrafe rinvenuta dai Troiani nel suo sepolcro informava che egli aveva eretto molti luoghi sacri.
Forse, dopo la distruzione di Aeca nel 663 le spoglie di san Marco furono traslate a Bovino, che all'epoca si trovava sotto la sua giurisdizione vescovile. A prendere quest'iniziativa possono essere stati tanto gli Ecani, quanto i Bovinesi. Poi, con la crescita della fama del santo, probabilmente fra l'VIII e il IX secolo egli fu nominato patrono di Bovino e gli fu eretta una prima chiesa in città. Successivamente essa fu ricostruita in forme romaniche e consacrata nel 1197; e quindi inglobata nella nuova cattedrale di Santa Maria Assunta con il nome popolare di Cappellone di San Marco.
Nel XVIII secolo l'allora vescovo di Bovino Antonio Lucci, dopo il ritrovamento delle spoglie di san Marco nel Cappellone, vi fece costruire un nuovo altare nel quale custodirle. È stata effettuata una loro ricognizione nel 1998.
San Marco di Eca è celebrato il 7 ottobre con una processione, promossa dalla Confraternita intitolata al santo. Lungo il percorso vengono trasportati due reliquiari: uno d'argento che rappresenta Marco di Eca, e l'altro ligneo dedicato al suo omonimo, san Marco Africano, tradizionalmente ritenuto vescovo di Bovino. Un momento notevole della processione è il lancio delle noci, in ricordo dell'episodio dello storpio miracolato.
Storicamente la data festiva associata a san Marco di Eca era un'altra: il 14 giugno. Il significato di tale data non è chiaro: Ferdinando Ughelli lo proponeva come giorno della deposizione, mentre il Pietropaoli diceva che, nei tempi più antichi, il giorno della traslazione a Bovino era celebrato il 31 maggio, poi spostato alla prima domenica di giugno. La Vita ignora questo giorno, e i bollandisti ritennero che esso si possa riferire a qualche rinvenimento delle spoglie in epoca successiva alla sua stesura.
Tracce di un antico, e radicato culto di Marco di Eca nella Daunia potrebbero essere i nomi dei paesi di San Marco in Lamis e San Marco la Catola, anche se nessuno dei due ha conservato il culto del vescovo fino ad oggi. Neanche Troia lo annovera fra i suoi patroni: all'epoca della costruzione della città, il santo era ormai appannaggio dei bovinesi.

### A Benevento
La tradizione beneventana di culto e di possesso delle reliquie di san Marco di Eca, ormai estinta, è piuttosto confusa e non è mai stata studiata appropriatamente.
Le prime attestazioni del culto del vescovo Marco a Benevento risalgono al X secolo. Il Breviarium Richenoviense del Martirologio geronimiano menziona per il giorno 15 giugno la celebrazione «in Beneabento Marci». Tra il 14 e il 15 giugno a Benevento era celebrato un vescovo locale di nome Marciano, ma in realtà sembra che questo sia un fraintendimento e che l'elogio suddetto si riferisca sempre a Marco di Eca e al giorno festivo del 14 giugno che era osservato anche a Bovino.
Mario de Vipera (1566-1636), erudito beneventano, desunse da un'iscrizione su marmo in una chiesa che il 7 ottobre era da celebrarsi con rito doppio san Marco vescovo di Bovino. Stando a quanto da lui dichiarato:
(come riportato in AA.SS., Iun. II, col. 800E-801A)
De Vipera mostra, quindi, di non conoscere molto della tradizione bovinese, salvo ripetere le due date ricorrenti nel culto di san Marco alterandone il significato. In realtà già Filippo Ferrari, prima del de Vipera, aveva scritto che san Marco fu vescovo di Bovino e che a Benevento vi era qualche culto di lui, se non anche le reliquie. Il luogo sacro di cui parla il de Vipera è la chiesa di San Marco dei Sabariani: in effetti, nella descrizione della chiesa fatta da Giovanni De Nicastro nel 1683 si legge che il corpo di san Marco vescovo, insieme a quello di un san Donato anch'egli vescovo, era custodito sotto l'altare maggiore, ed era visibile tramite una finestrella ornata da un'iscrizione esplicativa. Sull'altare erano poggiate due statuette dorate che contenevano reliquie dei due santi. La chiesa crollò a causa di un terremoto nel 1688, e le reliquie di San Marco furono allora traslate nella vicina chiesa di Sant'Andrea Apostolo, annessa al seminario arcivescovile. Tuttavia, anche questa chiesa non è più esistente.
Il bollandista Godefroid Henschen negli Acta Sanctorum non diede molto credito alle pretese beneventane di possedere le spoglie di san Marco vescovo, perché la tradizione bovinese era molto più consolidata. Come possibile risoluzione di questo conflitto suggerì che a Benevento giunse solo parte del corpo di san Marco; oppure che i Beneventani, trovandosi con le spoglie di un san Marco di cui non si sapeva nulla, lo identificarono con il vescovo pugliese. Il suo successore Jean Stiltingh propose che il santo di cui si conservava il corpo nella chiesa dei Sabariani fosse san Marco Africano, confessore e vescovo approdato, insieme ad altri 11, alle coste della Campania nel V secolo. Questa, però, è un'affermazione controversa: i due santi sono confusi spesso, e forse l'esistenza di Marco vescovo di Eca è il motivo per cui fu attribuito il nome Marco a uno di quei dodici vescovi.
La chiesa di San Marco dei Sabariani era esistita almeno a partire dall'XI secolo (e probabilmente anche prima). La famiglia de Sabrano o Shabran (in tempi successivi, Sabariani) si era stabilita a Benevento negli anni 1280: il loro palazzo sorgeva proprio di fronte alla chiesa, che di fatto ne divenne la cappella. Conseguentemente, essi considerarono san Marco vescovo il loro patrono. Infatti alla metà del XIV secolo Luigi Shabran, conte di Ariano, nel fondare in uno dei suoi feudi il centro di San Marco dei Cavoti, aveva voluto consacrarlo proprio al vescovo pugliese. Tuttavia, oggi il paese riconosce il suo patrono in san Marco evangelista.